# Eragrostis caesia
Eragrostis caesia är en gräsart som beskrevs av Otto Stapf. Eragrostis caesia ingår i släktet kärleksgrässläktet, och familjen gräs. Inga underarter finns listade i Catalogue of Life.